# Brillant à couronne verte
Heliodoxa xanthogonys
Espèce
Statut de conservation UICN

 LC  : Préoccupation mineure
Statut CITES
Le Brillant à couronne verte, Heliodoxa xanthogonys, est une espèce de colibris de la sous-famille des Lesbiinae et de la tribu des Heliantheini.

## Distribution
Le Brillant à couronne verte est présent au Venezuela, au Guyana et dans l'extrême nord du Brésil.

Carte de répartition de l'espèce